# 2000-es Tour de France
A 2000-es Tour de France volt a 87. francia körverseny. 2000. július 1-je és július 23-a között rendezték. 21 szakaszt tartalmazott, a versenytáv 3630 km volt.

## Végeredmény
|      | Versenyző         | Csapat              | Idő           |
| ---- | ----------------- | ------------------- | ------------- |
| KIZ. | Lance Armstrong   | U.S. Postal Service | 92 óra 33'08" |
| 2    | Jan Ullrich       | Team Telekom        | + 6' 02"      |
| 3    | Joseba Beloki     | Festina             | + 10' 02"     |
| 4    | Christophe Moreau | Festina             | + 10' 34"     |
| 5    | Roberto Heras     | Kelme-Costa Blanca  | + 11' 50"     |
| 6    | Richard Virenque  | Polti               | + 13' 26"     |
| 7    | Santiago Botero   | Kelme-Costa Blanca  | + 14' 18"     |
| 8    | Fernando Escartín | Kelme-Costa Blanca  | + 17' 21"     |
| 9    | Francisco Mancebo | Banesto             | + 18' 09"     |
| 10   | Daniele Nardello  | Mapei-Quick Step    | + 18' 25"     |

## Szakaszok
| Szakasz | Időpont    | Végpontok                      | Hossz (km) | Szakaszgyőztes                   | Összetett első         |
| ------- | ---------- | ------------------------------ | ---------- | -------------------------------- | ---------------------- |
| 1       | július 1.  | Futuroscope – Futuroscope      | 16,5 *     | David Millar (GER)               | David Millar (GER)     |
| 2       | július 2.  | Futuroscope – Loudun           | 194        | Tom Steels (BEL)                 | David Millar (GBR)     |
| 3       | július 3.  | Loudun – Nantes                | 161,5      | Tom Steels (BEL)                 | David Millar (GBR)     |
| 4       | július 4.  | Nantes – Saint-Nazaire         | 70 **      | Once                             | Laurent Jalabert (FRA) |
| 5       | július 5.  | Vannes – Vitré                 | 202        | Marcel Wüst (GER)                | Laurent Jalabert (FRA) |
| 6       | július 6.  | Vitré – Tours                  | 198,5      | Léon van Bon (NED)               | Alberto Elli (ITA)     |
| 7       | július 7.  | Tours – Limoges                | 202,5      | Christophe Agnolutto (FRA)       | Alberto Elli (ITA)     |
| 8       | július 8.  | Limoges – Villeneuve-sur-Lot   | 203,5      | Erik Dekker (NED)                | Alberto Elli (ITA)     |
| 9       | július 9.  | Agen – Dax                     | 220        | Paolo Bettini (ITA)              | Alberto Elli (ITA)     |
| 10      | július 10. | Dax – Lourdes–Hautacam         | 205        | Javier Otxoa (ESP)               | Lance Armstrong (USA)  |
| 11      | július 11. | Bagnères-de-Bigorre – Revel    | 218,5      | Erik Dekker (NED)                | Lance Armstrong (USA)  |
| 12      | július 13. | Carpentras – Mont Ventoux      | 149        | Marco Pantani (ITA)              | Lance Armstrong (USA)  |
| 13      | július 14. | Avignon – Draguignan           | 185,5      | José Vicente Garcia Acosta (ESP) | Lance Armstrong (USA)  |
| 14      | július 15. | Draguignan – Briançon          | 249,5      | Santiago Botero (COL)            | Lance Armstrong (USA)  |
| 15      | július 16. | Briançon – Courchevel          | 173,5      | Marco Pantani (ITA)              | Lance Armstrong (USA)  |
| 16      | július 18. | Courchevel – Morzine-Avoriaz   | 196,5      | Richard Virenque (FRA)           | Lance Armstrong (USA)  |
| 17      | július 19. | Évian-les-Bains – Lausanne     | 155        | Erik Dekker (NED)                | Lance Armstrong (USA)  |
| 18      | július 20. | Lausanne – Fribourg-en-Brisgau | 246,5      | Salvatore Commesso (ITA)         | Lance Armstrong (USA)  |
| 19      | július 21. | Fribourg-en-Brisgau – Mulhouse | 58,5 *     | Lance Armstrong (USA)            | Lance Armstrong (USA)  |
| 20      | július 22. | Belfort – Troyes               | 254,5      | Erik Zabel (GER)                 | Lance Armstrong (USA)  |
| 21      | július 23. | Párizs – Párizs                | 138        | Stefano Zanini (ITA)             | Lance Armstrong (USA)  |

- A versenyt 1999 és 2005 között hétszer megnyerő amerikai Lance Armstrongot a Nemzetközi Kerékpáros Szövetség (UCI) 2012. október 22-én hivatalosan megfosztotta az összes elsőségétől szisztematikus doppingolás megalapozottnak tekintett vádjával.[1]